# Karol Bik-Dzieszowski
Karol Emanuel Bik-Dzieszowski OFM (ur. 4 stycznia 1887 w Zdzieszowicach, zm. 28 sierpnia 1941 w Newtyle w Szkocji) − polski franciszkanin, kapelan wojskowy w czasie II wojny światowej, publicysta.

## Życiorys
Urodził się w polskiej rodzinie Piotra i Franciszki z domu Jońca 4 stycznia 1887 w Zdzieszowicach na Opolszczyźnie. Był wychowankiem niższego seminarium duchownego prowadzonego przez franciszkanów w Nysie. Do franciszkanów wstąpił w Borkach Wielkich 7 kwietnia 1906. Po odbytym nowicjacie przygotowywał się do przyjęcia święceń kapłańskich w seminarium duchownym we Wrocławiu-Karłowicach. Studiował na Uniwersytecie Wrocławskim w latach 1907-1913. Śluby wieczyste złożył 16 kwietnia 1910. Święcenia kapłańskie przyjął 21 czerwca 1913.
Pierwszą placówką zakonną o. Karola była parafia we Wrocławiu-Karłowicach, gdzie duszpasterzował dwa lata. W 1915 przełożeni przenieśli go do Panewnik pod Katowicami, gdzie pracował do 1924.
Po I wojnie światowej o. Karol agitował na rzecz powrotu Śląska do Macierzy. Za swoją działalność otrzymał w 1921 list uznania napisany przez Wojciecha Korfantego. Po 1924 odpowiedzialny był za prace związane z przejęciem przez Prowincję Wniebowzięcia Najświętszej Maryi Panny Zakonu Braci Mniejszych w Katowicach klasztoru we Wronkach, gdzie zorganizowano wyższe seminarium duchowne.
W 1934 został pierwszym proboszczem parafii św. Ludwika w Panewnikach. Zapoczątkował budowę stacji drogi krzyżowej na Kalwarii Panewnickiej. Prace zostały przerwane ze względu na wybuch II wojny światowej.
W 1939 o. Bik ukrywał się pod zmienionym nazwiskiem − Dzieszowski lub Zdzieszowski − w Prowincji Niepokalanego Poczęcia NMP w Krakowie, u bonifratrów, a następnie w Zebrzydowicach. Przez Rumunię przedostał się na Węgry, gdzie był przez trzy miesiące kapelanem w obozach dla uchodźców. W 1940 wyjechał do Francji. Zgłosił się jako ochotnik do służby w Wojsku Polskim. Został kapelanem w 10 Brygadzie Kawalerii Pancernej. Brał udział w działaniach wojennych w Bretanii. Po upadku Francji przedostał się do Wielkiej Brytanii. Został kapelanem 14 Pułku Kawalerii Pancernej. Stacjonował w Barry Links w Szkocji, następnie w Perth. 
Zmarł nagle 28 sierpnia 1941 w Newtyle. Został pochowany na cmentarzu Jeanfield w Perth, a uroczystościom pogrzebowym przewodniczył bp Józef Gawlina.
Władze Katowic uczciły pierwszego panewnickiego proboszcza, nadając jego imię jednej z ulic w dzielnicy Ligota-Panewniki.